# Célébrations dans le judaïsme
Vous lisez un « bon article » labellisé en 2011.
Les célébrations et commémorations juives (en hébreu : חגי ישראל ומועדיו ’haggei Israël oumoadav, « les fêtes d’Israël et ses temps fixés ») occupent environ 150 jours dans l’année juive.
Tandis que les haggim (hébreu : חגים « fêtes », « festivals » ou « pèlerinages ») désignent principalement, dans la Torah, les trois temps de pèlerinage au sanctuaire, les moadim (hébreu : מועדים « temps fixés ») sont, de manière plus générale, les temps fixés à n’importe quelle époque par une autorité temporelle ou spirituelle pour observer divers rites et coutumes de fête, de joie ou de jeûne. Ils peuvent être d’origine religieuse, nationale, civile ou communautaire, étant universellement observés par l’ensemble des courants juifs dans le premier cas et par certains seulement dans les autres.
Ces temps fixés rythment la vie du Juif pratiquant et marquent de leur empreinte la culture juive, même profane, notamment dans ses expressions et dans sa tradition culinaire. Ils ont pour la plupart été institués en célébrations ou commémorations officielles de l’État d’Israël, outre les jours récemment instaurés.

## Lesmoadimdans les sources juives

### Dans la Bible hébraïque
La Torah présente comme « temps fixés par Dieu » au cours de l’année :
- le Shabbat ayant lieu chaque septième jour de la semaine ;
- les rashei hodashim (débuts des mois) célébrant chaque nouvelle lunaison ;
- les premier et septième jours de Pessa'h, dite aussi la fête des Azymes (’hag hamatzot). La veille du premier jour de cette semaine de fête doit être marquée par l’offrande pascale, « pâque à YHWH ». Le lendemain du septième jour, les Juifs célèbrent également la récolte à venir sur la terre d’Israël par le balancement de l’omer, une mesure de farine provenant de la nouvelle récolte de blé, et d'autres offrandes[2] ;
- ’hag chavouot (fête des semaines) ou ’hag hakatsir (fête de la récolte), sept semaines après ce jour où l’omer est balancé ;
- yom teroua (le jour de la sonnerie, le nouvel an juif) ;
- yom hakippourim (le jour des propitiations), dit aussi le grand pardon ;
- ’hag hasoukkot (la fête des tentes ou des cabanes) ;
- yom atzeret (la clôture du « huitième jour », à dater du premier jour de ’hag hasoukkot).

Ces solennités doivent être marquées par une cessation d’activité plus ou moins totale et l’apport d’offrandes particulières. Trois d’entre elles sont l’occasion d’un pèlerinage à la maison de Dieu et doivent être marquées par la joie tandis que Yom Kippour est un jour de « mortification des âmes ».
D’autres jours particuliers apparaissent au cours du récit biblique, notamment une fête à YHWH non datée, lors de laquelle les jeunes filles dansent en rondes dans les vignobles et quatre jeûnes prescrits par les prophètes suivant la destruction du premier Temple. Sous la domination achéménide, les yemei hapourim (jours des sorts) sont institués par les Sages d'alors pour célébrer l’annulation in extremis d’une décision funeste aux Juifs.

### Dans la littérature rabbinique

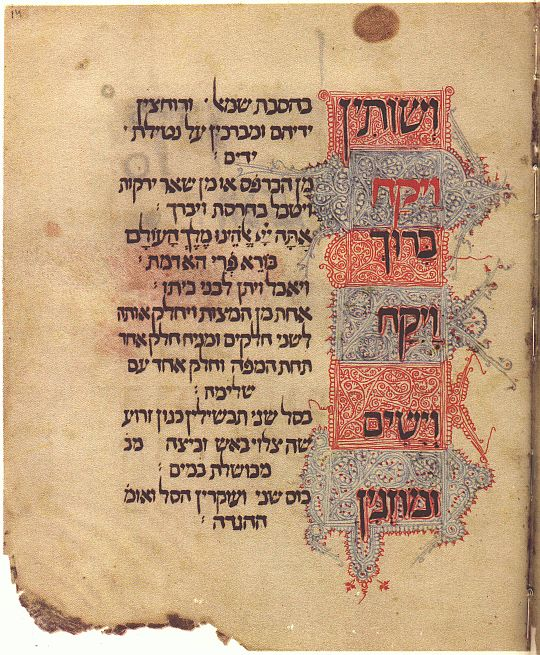
La Haggada de Pessa'h, élaborée au temps des rabbins

Les aspects pratiques et autres des temps fixés sont colligés dans le seder Moëd (« ordre du Temps Fixé »), second des six ordres de la Mishna. De nombreux points de loi, insuffisamment décrits par la Bible et dont les détails s’étaient transmis oralement, comme l’identification des quatre espèces ou le statut du jour de la seconde pâque y sont laconiquement mais précisément consignés. On y trouve aussi des cérémonies antérieures à la Mishna mais couchées pour la première fois par écrit, comme les hoshaanot et la cérémonie de la libation d’eau, ainsi que d’autres, vraisemblablement élaborées à cette époque comme le seder leil hapessa’h (« rite de la nuit de la pâque »). Visant à remplacer la traditionnelle offrande pascale, abolie après la destruction du Temple, il fait oublier la dénomination biblique de ’Hag hamatzot pour celle de Pessa'h (la Pâque).
Le Chabbat est considéré comme le moëd par excellence et le paradigme des autres moadim. Les Sages y déterminent trente-neuf types d’activités interdites afin de se conformer à la prescription « vous ne (n’y) ferez aucun travail » qu’ils élargissent avec diverses mesures afin d’en garantir la sainteté. Ils instituent cependant certains aménagements aux mesures rabbiniques afin d’en faire conserver la pratique au peuple. Ils procèdent de même pour les autres jours, définissant avec précision le statut de yom tov, examinant ce qui le distingue et ce qui le rapproche du Chabbat, et celui de 'hol hamoëd, jours intermédiaires entre deux convocations saintes lors de la fête des azymes et de celle des tentes.
Les Sages fixent de surcroît les dates des fêtes qui ne l’ont pas explicitement été dans la Bible, instituent certains jours, en abandonnent d’autres et déterminent les rites de tous. Ainsi :
- quatre moments sont désignés comme nouvel an de l’année. Le 1er nissan, nouvel an des fêtes et années de règne, le 1er eloul, pour les dîmes animales, le 1er tishrei, pour le dénombrement des années et le 1er ou le 15 chevat pour les récoltes et plantations. Seul le 1er tishrei, yom teroua de la Bible, est couramment connu et célébré de nos jours sous le nom de Roch Hachana car la sonnerie du chofar qui le caractérise résonne pour les rabbins comme l’annonce du jugement divin de l’humanité pour ses actes au cours de l’année écoulée[17] ;
- les yemei ha’hanoukka (jours de la réédification de l’autel des offrandes) institués à la suite de la révolte des Maccabées sont conservés car il s’y est produit un miracle visible de tous et renforçant la foi d’Israël[18]. Toutefois, les jours où il est interdit de jeûner, institués le plus souvent pour commémorer quelque haut-fait des Hasmonéens, sont abandonnés avec la chute du second Temple[19]. Les rabbins enseignent en outre qu’il est interdit de jeûner pendant nissan, à l’exception des aînés la veille de Pessa'h en mémoire de la plaie des premiers-nés[20] ;
- la période de l’omer, entre le lendemain du premier jour de Pessa'h[2] et Chavouot, autrefois joyeuse, est assombrie par une mystérieuse plaie frappant 24 000 disciples de Rabbi Akiva[21]  (le livre apocryphe de Tobie, écrit au IIe siècle avant l’ère commune, signale lui aussi que, conformément à la prophétie d’Amos, les jours de joie ont été changés en jour de deuil[22]) ;
- les jeûnes pleurant la chute du Temple de Salomon commémorent désormais également celle du second Temple et sont observés le 10 tevet, le 17 tammouz, le 9 av et le 3 tishrei[23] ;
- un jour faste avant la chute du Temple, le 15 av, perd de son éclat[24]. En revanche, le dernier jour de la fête des tentes qui avait acquis une importance majeure conserve la sienne[25].

L’existence de nombreuses communautés à plus de dix jours de marche de Jérusalem contraint les Sages à adopter un second jour férié en diaspora.

### Dans la littérature médiévale

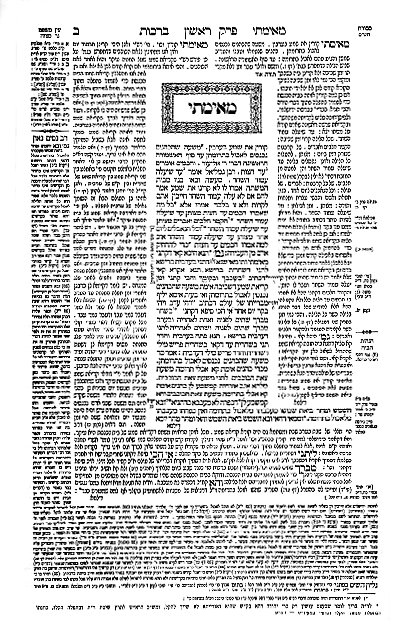
Traité Berakhot du Talmud de Babylone composé entre 200 et 600 ap. J.-C.

Le Moyen Âge voit d’une part l’émergence du karaïsme, un mouvement juif babylonien entendant se baser sur la seule Bible hébraïque et rejetant en bloc les ordonnances rabbiniques (y compris celles concernant les temps fixés) et d’autre part la reviviscence de rivalités entre les centres de savoir babyloniens et galiléens. Les académies talmudiques de Babylonie réagissent énergiquement par une abondante littérature visant à consacrer leurs ordonnances en norme. Le calendrier qu’ils adoptent pour déterminer le cycle de l’année juive et de ses temps fixés est en vigueur jusqu’à nos jours. Il prévoit de nouvelles réjouissances lors du second jour de la fête de la clôture afin de célébrer la fin et le renouveau du cycle annuel de lecture de la Torah, par opposition au cycle de lecture triennal de la terre d’Israël. D’autres mesures, dont la prescription de manger chaud à Chabbat et lors des fêtes contribuent, conjointement aux influences locales, à façonner durablement la culture juive.
Diverses pratiques mentionnées pour la première fois à l’époque des gueonim s’épanouissent au Moyen Âge, parmi lesquelles le jeûne en mémoire de celui qui avait été décrété par Esther. Par ailleurs, la Kabbale, tradition des savoirs ésotériques des Sages, se diffuse irrésistiblement, malgré le secret qui entoure sa transmission. Elle dote les fêtes de nouvelles dimensions et de nouveaux rites, se réappropriant parfois entièrement certains moadim comme Hoshanna Rabba, Tou Bichvat et le trente-troisième jour de la période de l’omer.

## Observance desmoadimdans le judaïsme rabbinique
Les temps fixés ont lieu à date fixe dans le calendrier hébreu fixé par Hillel II. Cependant, ce calendrier luni-solaire de 354 jours suivant un cycle métonique ne correspond pas au calendrier grégorien et les dates des moadim varient donc dans celui-ci.

### Temps fixés par la Torah
Les temps fixés par la Torah (judéo-araméen : מועדים מדאורייתא, moadim midèoraïta), se caractérisaient jusqu’à la destruction des Temples par un chômage plus ou moins étendu et des offrandes supplémentaires variant en fonction des occasions. Ceux-ci sont remplacés ensuite par une lecture de la Torah et des offices de prière supplémentaires.
Leur observance varie au sein des courants du judaïsme rabbinique, de la fidélité scrupuleuse du judaïsme orthodoxe à l’observance libérale des courants reconstructionniste et réformé, le judaïsme conservateur occupant une position intermédiaire. Par ailleurs, certaines communautés observent des coutumes propres, influencées par leur habitat d’origine.

#### Chabbat

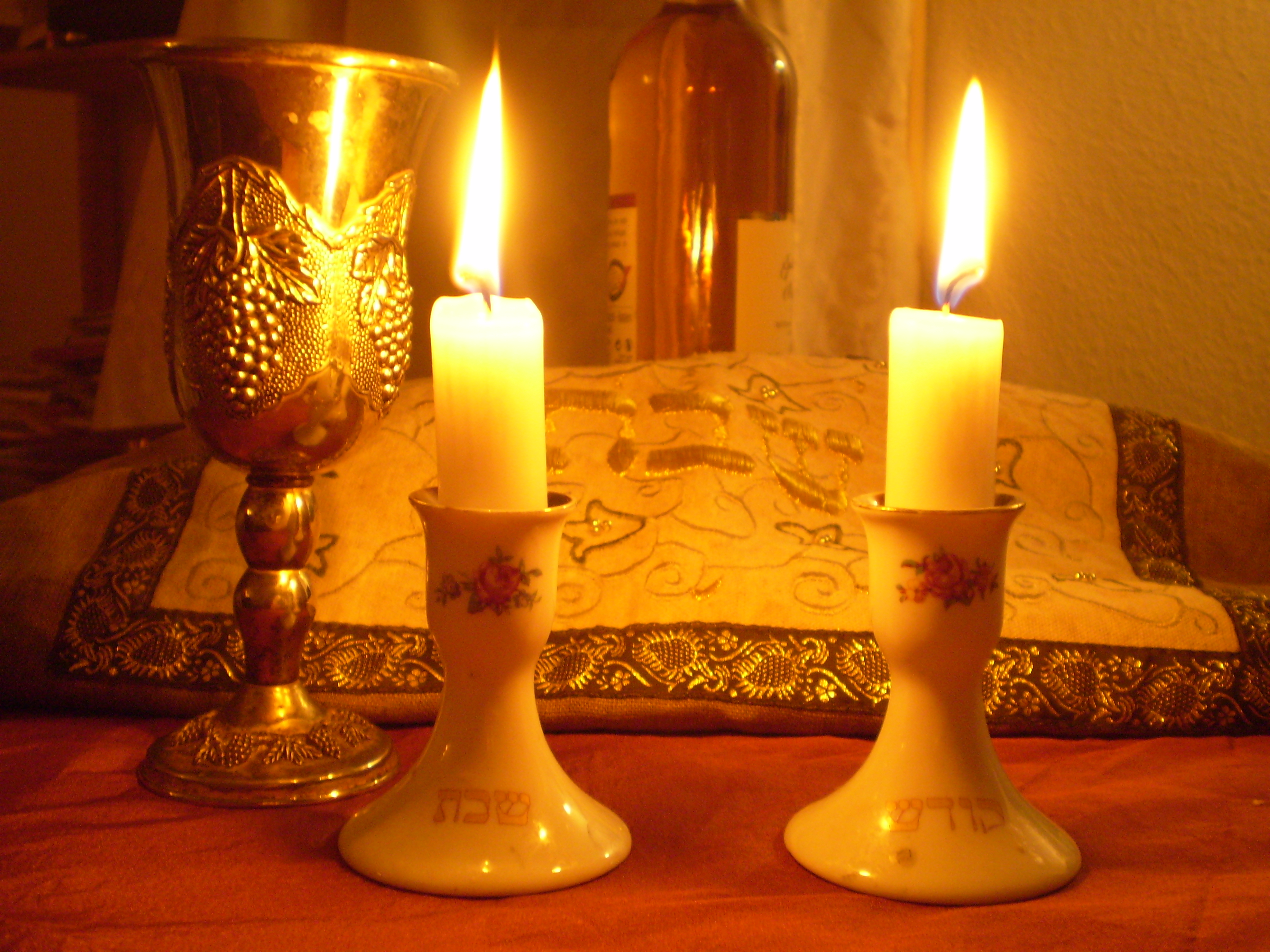
Table de chabbat traditionnelle pour la seouda rishona (premier repas chabbatique)

Le Chabbat, septième jour de la semaine est un jour chômé car c’est Dieu même qui s’est interrompu dans son œuvre créatrice lors de la semaine de la création.
Le Chabbat commence le vendredi soir au coucher du soleil (car, selon l'usage hérité de la Bible, une journée commence le soir au coucher du soleil). Toute activité créatrice est interdite dès le commencement du Chabbat jusqu’à la sortie des étoiles le jour suivant et toute enfreinte volontaire est théoriquement passible de retranchement spirituel ou de mise à mort. La liturgie comprend de nombreuses piyyoutim (poèmes) et psaumes la différenciant des jours profanes. C’est également lors de la prière du matin qu’on lit publiquement la section hebdomadaire de la Torah ainsi que des livres prophétiques.
Trois repas copieux doivent être pris après les offices du soir, du matin et de l’après-midi afin d’honorer le Chabbat et de s’y réjouir ; outre les traditionnelles hallot (pains tressés), au nombre de deux pour rappeler la double portion de manne lors de l’Exode hors d’Égypte, viandes (accompagnées de couscous dans les communautés originaires d’Afrique du Nord), poissons (frits à l’huile à la mode andalouse ou farcis à la mode ashkénaze) et vin (casher) doivent trôner sur la table. Cette prescription a préséance sur tout jeûne, volontaire ou obligatoire, à l’exception de Yom Kippour, le shabbat shabbaton (« Chabbat des chabbatot »).

#### Roch Hodech
Roch Hodech (la néoménie) est célébré le dernier jour du mois et le lendemain de celui-ci par un office supplémentaire précédé du Hallel (office de louanges), à l’exception du mois de tishrei dont la célébration solennelle est incompatible avec la joie des louanges.

#### Jours fastes

##### Fêtes de pèlerinage

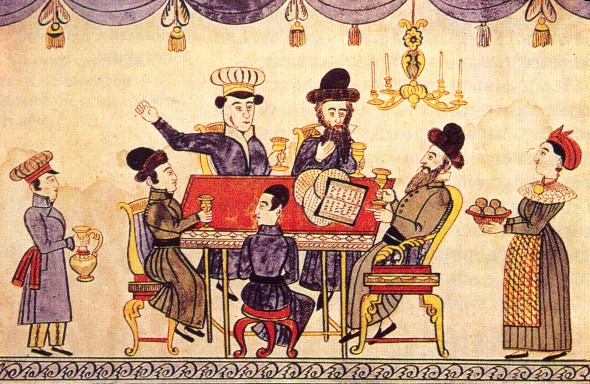
Célébration de Pessa'h en Ukraine au XIXe siècle

Les trois fêtes de pèlerinage, Pessa'h, Chavouot et Souccot, commémorent à la fois l’Exode hors d'Égypte et le cycle agricole. Elles sont construites sur un même canevas liturgique (office de prière supplémentaire, lecture de la Torah et de l’un des cinq rouleaux, Hallel), chacune possédant en outre un rite particulier. Pessa'h se caractérise par le séder lors de la ou des premières nuits (en diaspora) et par une exclusion absolue de tout levain, à l’origine de plats parmi les plus typiques de la cuisine juive parmi lesquels les kneidlach, boulettes de matza également consommées à Chabbat.

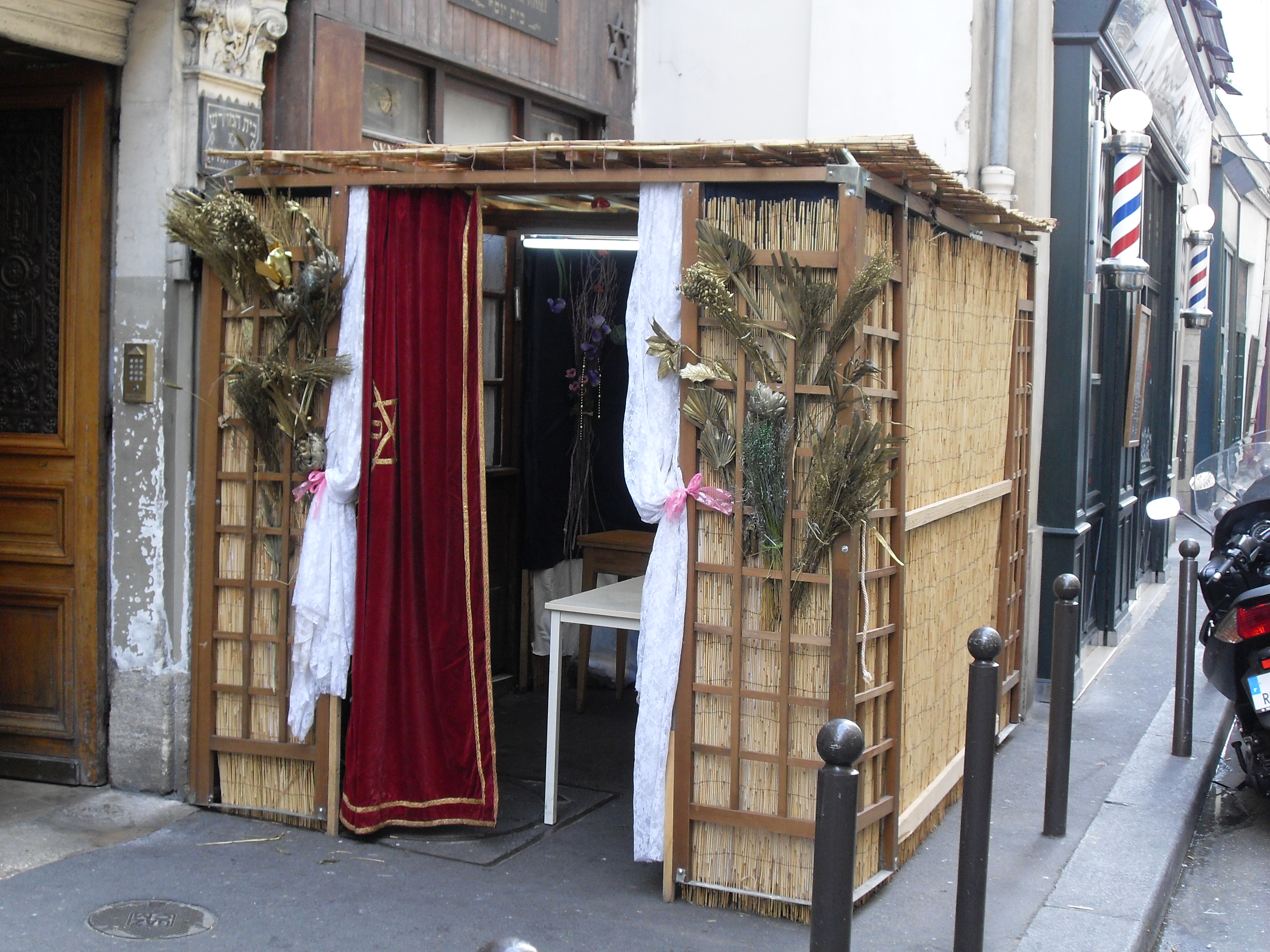
Soukka élevée à l'occasion de la fête de Souccot, rue des Écouffes à Paris

Chavouot se signale par une veillée d’étude et une consommation préférentielle de laitages. Souccot est marquée par l’obligation de demeurer dans une tente recouverte de branchages (ou d’y prendre au moins ses repas, si le temps le permet) et par les quatre espèces.
Pessa'h et Souccot étant célébrées une semaine durant alors que seuls les premiers jours sont fériés, les jours intermédiaires obéissent à des lois et statuts particuliers. Au second jour de Pessa'h, le décompte du ’omer inaugure une période de sept semaines (jusqu’à Chavouot) au cours desquelles les manifestations de joie sont fortement découragées, au moins jusqu’à Lag Baomer. Souccot, dont le septième et dernier jour, Hoshanna Rabba, a acquis une solennité équivalente aux jours redoutables, est quant à elle immédiatement suivie d’une fête d’un jour (deux en diaspora) appelée Chemini Atzeret. Elle se caractérise par l’abandon de la soukka et, surtout, par les réjouissances de Sim'hat Torah, célébrant la fin du cycle de lecture annuel. Ces réjouissances ont lieu le second jour de Chemini Atzeret en diaspora.

##### Jours redoutables

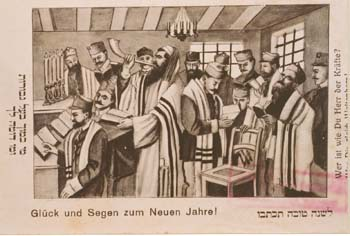
Soldats juifs priant à Rosh Hashana, 1914-18

Roch Hachana, le nouvel an juif, est un jour de jugement précédé d’une période pénitentielle commençant au mois d’eloul au cours de laquelle les séfarades récitent des poèmes pénitentiels (les ashkénazes ne commencent qu’à la semaine précédant Roch Hachana). Célébré pendant deux jours, en terre d’Israël comme en diaspora, il est marqué par la sonnerie du chofar et diverses cérémonies propitiatoires comme le tashlikh, renvoi symbolique des péchés aux tréfonds d’un point d’eau. Cependant, la fête n’est pas totalement dépourvue de joie, les Juifs affirmant leur confiance en Dieu en se parant de leurs plus beaux atours et en prenant des repas où, à l’image du pain ou de la pomme trempés dans le miel, la douceur prédomine. D’autres aliments de bon augure sont consommés parmi lesquels le sésame ou les épinards, à l’origine de la pkaïla tunisienne. Les dix jours entre Roch Hachana et Yom Kippour sont une période d’introspection et de réconciliation avec autrui. Certaines communautés observent également la coutume des kapparot, « offrant » un coq (ou une poule) en victime expiatoire par substitution.
Yom Kippour, le jour du Grand pardon, jour chômé aussi absolument que le Chabbat, est marqué par le jeûne (de 25 heures) et les privations (baignades d’agrément, port de cuir et relations conjugales sont interdits). De l’imposant culte qui se tenait en ce jour à l’époque du Temple, comprenant l’envoi d’un bouc à Azazel et culminant avec l’entrevue du Grand prêtre d'Israël avec Dieu dans le Saint des Saints ne subsistent que le traité Yoma qui le décrit et les cinq offices de prière du jour, consacré tout entier au repentir. Au vu de la solennité du jour, on n’y lit pas le Hallel mais on omet également le Tahanoun, office de supplications.

### Temps fixés par les rabbins

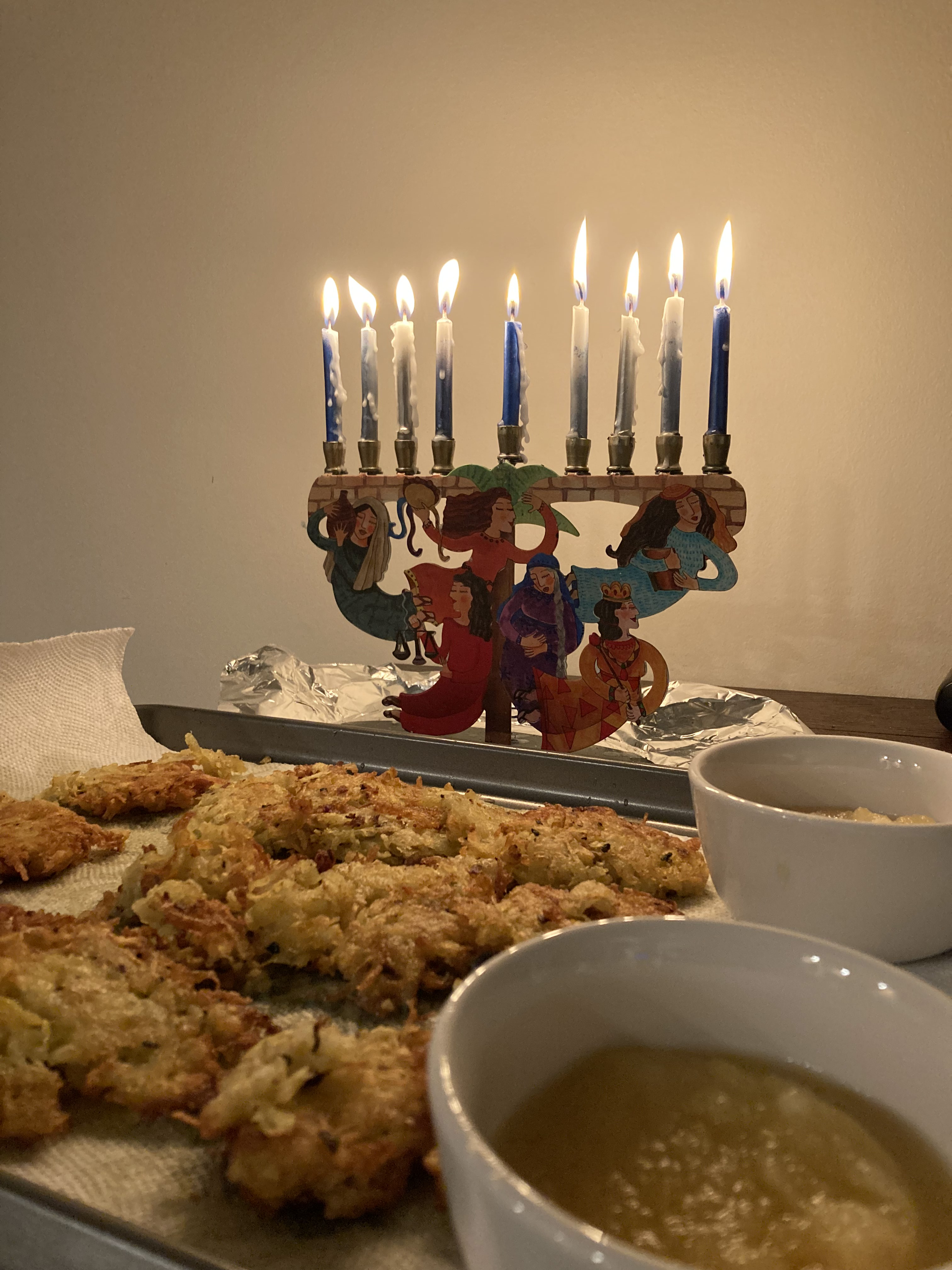
Huitième allumage de Hanoukka.

Les temps fixés par les rabbins (judéo-araméen : מועדים מדרבנן moadim miderabbanan) célèbrent un miracle particulier ou une occasion de se réjouir devant Dieu non mentionnés dans la Bible. Pour cette raison, on n’y lit pas le Tahanoun et les oraisons funèbres sont interdites.
Hanoucca, fête de louange et de reconnaissance, célèbre le miracle de la fiole d’huile, selon lequel une petite flasque suffit à alimenter le candélabre du Temple pendant huit jours alors que la quantité suffisait pour un jour à peine. Dès lors, un chandelier à huit branches est allumé à la fenêtre principale des maisons juives, chaque nuit pour « publier le miracle » et le Hallel est déclamé pendant huit jours après qu’une courte action de grâce a été insérée dans la prière.
Le 15 chevat, désigné par les rabbins comme une date de calcul pour diverses prescriptions relatives aux fruits, devient en France l’occasion pour les exilés de se rappeler la terre d’Israël en consommant des fruits secs qui en proviennent. Cette coutume est importée en terre d’Israël même par les kabbalistes de Safed qui en font un repas rituel à part entière.

La fête de Pourim, bien que fêtant les évènements relatés dans le Livre d'Esther, dernier Livre de la Bible hébraïque, a été instituée par des Sages et est donc considérée comme une fête rabbinique. Aux prescriptions d’Esther et Mardochée de faire de grands festins, s’échanger des cadeaux et venir en aide aux indigents, les rabbins ont ajouté la lecture du Livre d’Esther lui-même. De nombreuses coutumes de joyeuse exubérance se développent ultérieurement, allant jusqu’à l’adoption des mascarades inspirées des carnavals italiens.

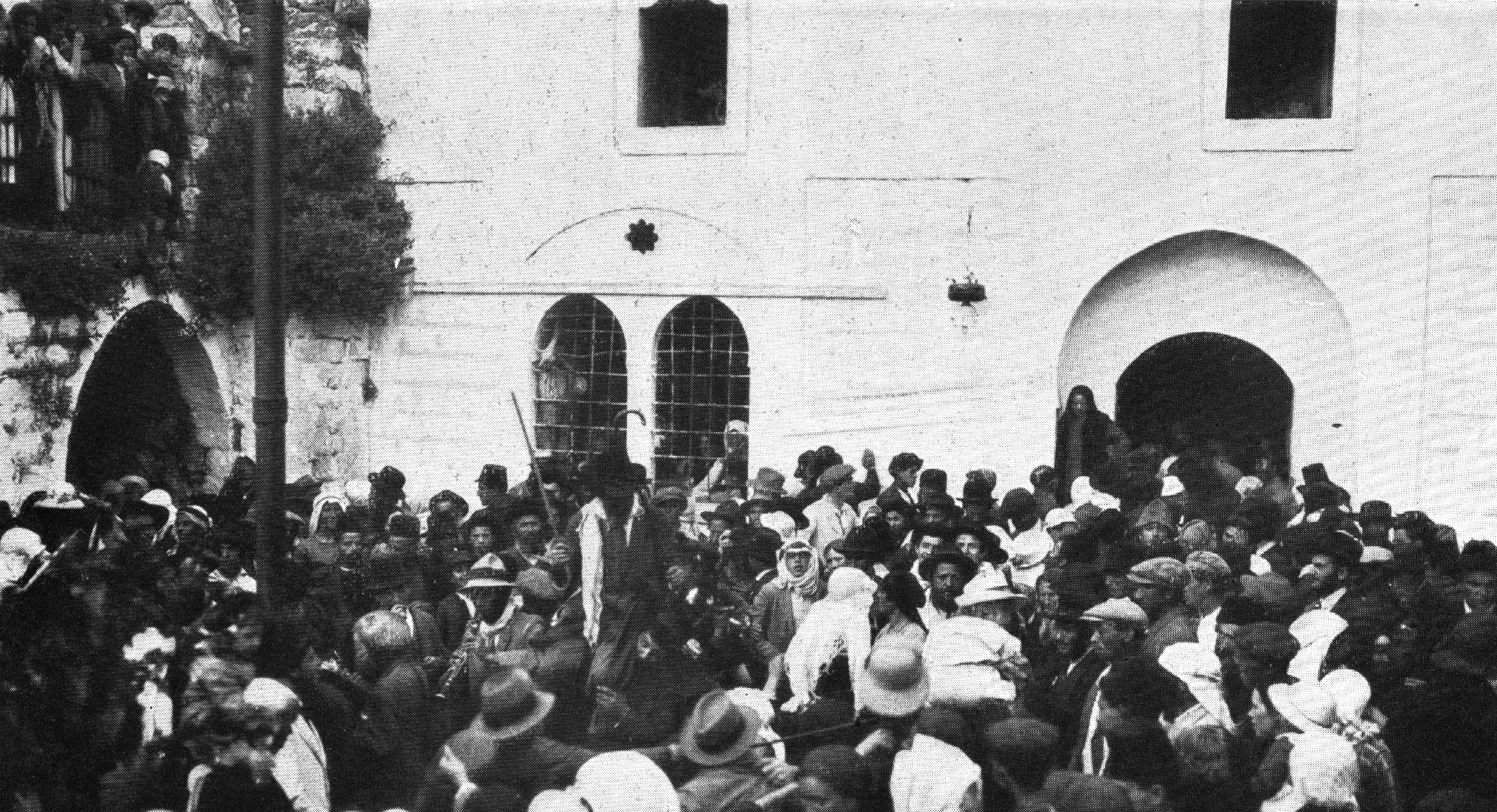
Pèlerinage à Meron, 1920

Lag Baomer marque la fin de tourments à l’époque de la Mishna et est par ailleurs considéré comme le jour de la hiloula (« noces » avec les cieux, c’est-à-dire décès par euphémisme) de Rabbi Shimon bar Yohaï, haute figure de la Kabbale. Ceci donne lieu à des pèlerinages annuels au mont Méron sur le lieu de sa sépulture.

### Jeûnes

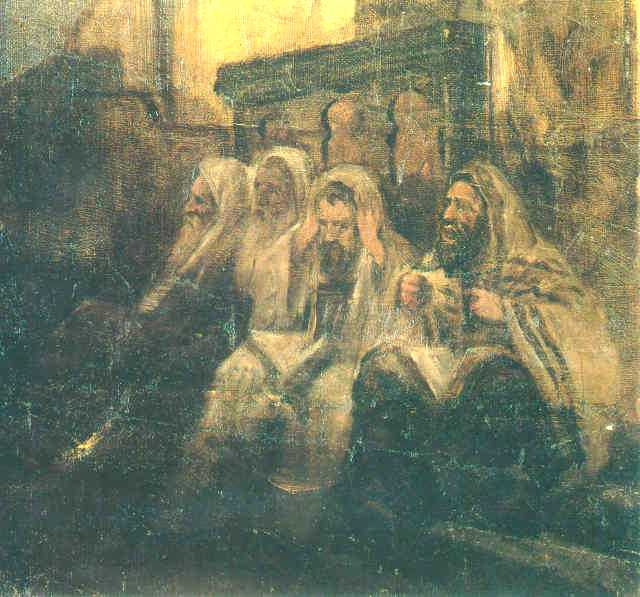
Juifs pendant les trois semaines

Le 9 av, commémorant la destruction des deux Temples de Jérusalem, est marqué par les mêmes privations qu’à Yom Kippour mais il est consacré au deuil et non à l’expiation. Par conséquent, on ne lit en ce jour que des kinot, élégies pleurant les Temples (parmi lesquelles le Livre des Lamentations) et les tragédies qui se sont abattues sur le peuple juif depuis, comme la mise à mort des dirigeants spirituels de plusieurs générations, la crémation du Talmud à Paris, l’expulsion des Juifs d’Espagne et la Shoah. Le jour de la destruction étant appelé moëd, on n’y lit paradoxalement pas le Tahanoun.
Les autres jeûnes, qu’ils soient d’institution prophétique comme le 10 tevet, le 17 tammouz et le 3 tishrei ou rabbiniques comme le jeûne d’Esther et celui des premiers-nés, ne durent que de l’aube au coucher du soleil. Ils ne s’accompagnent d’aucune restriction d’activité (qui demeure découragée) et ne peuvent, 9 av y compris, avoir priorité sur le chabbat. La période de trois semaines entre le 17 tammouz et le 9 av est une période de deuil, au cours de laquelle ne peuvent se tenir que les réjouissances « naturelles » comme le Chabbat et la circoncision d’un enfant mais non les mariages. Les personnes pieuses s'abstiennent de viande et de vin, sauf dans les cas mentionnés, ne soignent plus leur apparence et ne lavent plus leurs habits.

## Observance desmoadimdans les traditions non-rabbiniques

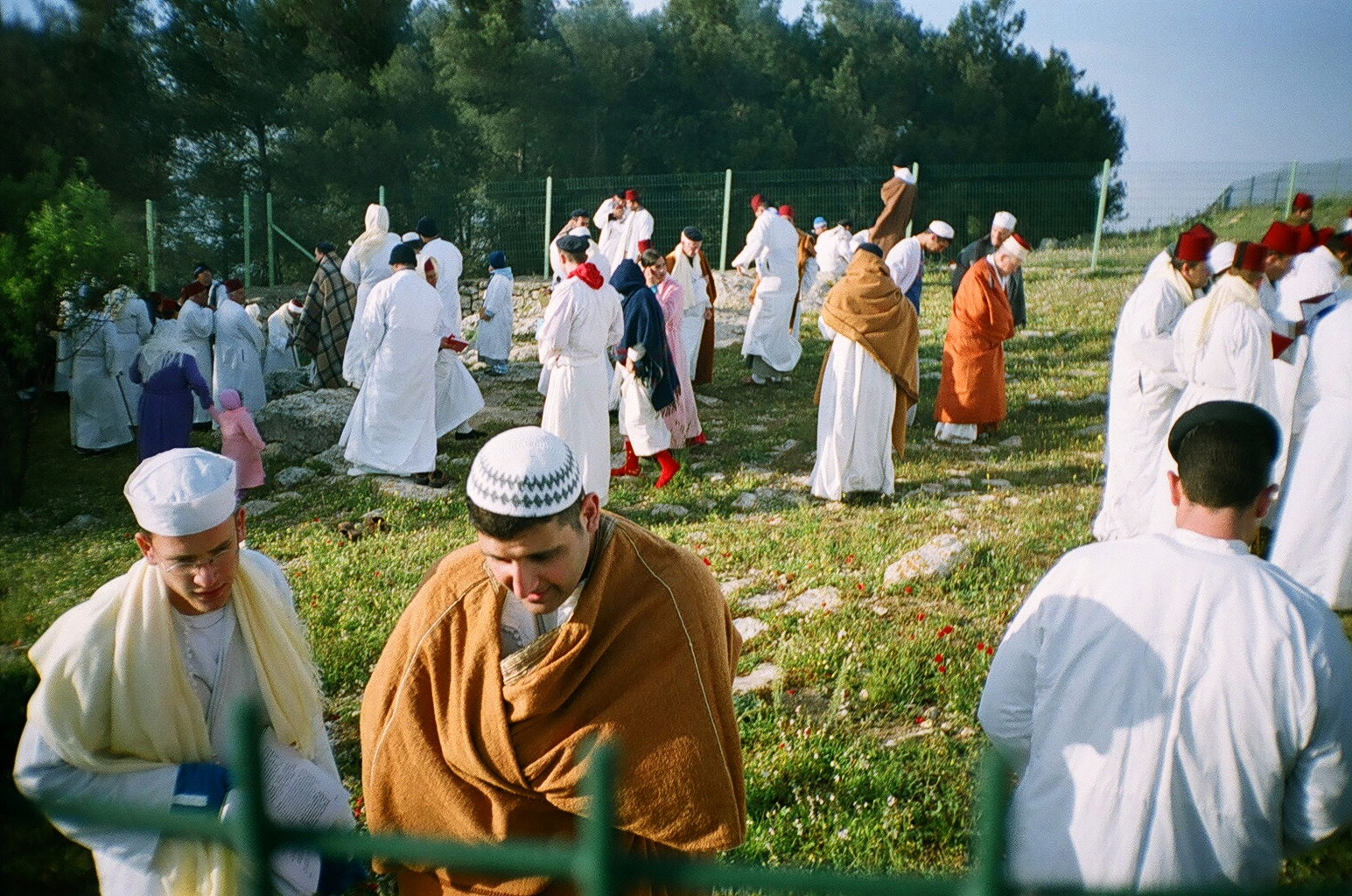
Samaritains, après l’un de leurs pèlerinages sur le mont Guerizim

Outre le judaïsme rabbinique, divers courants fondés sur la Bible ou au moins ses six premiers Livres, en tirent des interprétations différentes. Les Samaritains ignorent les célébrations et commémorations post-exiliques tandis que les Karaïtes rejettent les innovations rabbiniques (mais observent leur version de Pourim). Les Beta Esraël d’Éthiopie, dépositaires d’un judaïsme pré-rabbinique, ne célébraient pas Hanoucca ni Pourim car ces fêtes leur étaient inconnues avant l’arrivée d’émissaires de l’Alliance israélite universelle au XIXe siècle.
Ces courants ne suivent pas le calcul du calendrier effectué par les Rabbanites : les Samaritains adoptent un calendrier métonique différent tandis que les Karaïtes déterminent la lunaison par observation directe de la conjonction lunaire et la nouvelle année par observation de la germination du blé. Par conséquent, leurs célébrations ne correspondent généralement pas dans le calendrier grégorien.
D’autre part, le décompte du ’omer, initié par les Rabbanites au lendemain de la fête de Pessa'h, l’est au lendemain du chabbat suivant Pessa'h par les Samaritains et les Karaïtes et au dernier jour de Pessa'h par les Beta Esraël. Il y a également divergence sur la question des pèlerinages : les Samaritains continuent, malgré la destruction de leur temple sur le mont Garizim, à y effectuer un pèlerinage et à réaliser l’offrande pascale, de même que les Beta Esraël en Éthiopie, tandis que Juifs et Karaïtes attendent la reconstruction du Temple de Jérusalem,,.
Enfin, chaque courant possède des ordonnances et célébrations propres : si Juifs et Samaritains accordent à certains chabbatot une importance particulière, ces chabbatot sont les quatre entre Pourim et Pessa'h pour les premiers tandis que les tsimmot de Pessa'h et Souccot sont les chabbatot ayant lieu environ cinquante jours avant ces deux fêtes, propres aux seconds.
Les Beta Esraël fêtent le Sigd, célébrant les actions d’Ezra et Néhémie au mois de heshvan et observent, ainsi que les Karaïtes, de nombreux jeûnes inconnus des autres Juifs,.

### Tableau comparatif desmoadimdans les différentes traditions israélites
| Calendrier rabbinique | Calendrier karaïte,   | Calendrier des Beta Esraël, | Calendrier samaritain,                                      | Date hébraïque                                                                                         | Correspondance grégorienne  | Signification                                                                                            |
| (judaïsme rabbinique) | (karaïsme)            | (Beta Israël)               | (Samaritains)                                               | (calendrier hébraïque)                                                                                 | (calendrier grégorien)      | Signification                                                                                            |
| --------------------- | --------------------- | --------------------------- | ----------------------------------------------------------- | --- | --------------------------- | --- |
| Roch hodech nissan    | Roch hodech l’Aviv    | Hag lissan                  | Roch Hachana                                                | 1er jour du 1er mois                                                                                   | Mi-mars - fin mars          | Nouvel an biblique                                                                                       |
| Pessa'h               | Pessa'h               | Fassikha                    | Zeva'h ou Moëd HaPessa'h                                    | Au soir du 14e jour du premier mois                                                                    | Fin mars - mi-avril         | Célébration de la sortie d’Égypte                                                                        |
| Pessa'h               | Hag Hamatzot          | Ba'ala tafsahat             | Shib'at youmi Massot                                        | Du 15e au 21e jour du premier mois                                                                     | Fin mars - mi-avril         | Fête de la germination de l’orge                                                                         |
| Yom hanef             | Yom hanafat ha'omer   | (lors de Bohoka)            | (pas de nom particulier)                                    | Au lendemain du 15 nissan (cal. rabbinique) ou du Chabbat suivant Pessa'h (cal. karaïte et samaritain) | Fin mars-mi-avril           | Jour de l’offrande de l'omer sur la nouvelle récolte d’orge.                                             |
| Shevi'i shel Pessa'h  | Atzeret shevi'i       | Bohoka                      | Massot                                                      | 21e jour du 1er mois                                                                                   | Début avril - fin avril     | Clôture de Hag Hamatzot Jour du passage de la mer des Joncs (trad. rabbinique)                           |
| (célébré à Chavouot)  | —                     | (célébré à Chavouot)        | Yom Maamad Har Sinaï                                        | 3 jours avant la fête de Chavouot samaritaine                                                          | Fin mai - mi-juin           | Jour du don de la Torah sur le mont Sinaï (trad. samaritaine)                                            |
| Chavouot              | Hag Chavouot          | Baala Maerar                | Hag Chavout                                                 | 50e jour après l’offrande de l’omer                                                                    | Fin mai - mi-juin           | Fête de la germination du blé Jour du don de la Torah sur le Sinaï (trad. rabbinique et des Beta Israël) |
| Jeûne du 4e mois      | Jeûne du 4e mois      | Soma toums ou tamos         | —                                                           | variable selon les traditions                                                                          | Fin juin - mi-juillet       | variable selon les traditions                                                                            |
| Jeûne du 5e mois      | Jeûne du 5e mois      | Soma av ou Ab tom           | —                                                           | variable selon les traditions                                                                          | Mi-juillet - début août     | variable selon les traditions                                                                            |
| Roch Hachana          | Yom Teroua            | Berhan Sara'ka              | Moëd ha'hodesh hashevi'i ou Sabbat assarat youmi asseliyyot | premier jour du septième mois                                                                          | Septembre - octobre         | Jour mémorial Nouvel an civil (trad. rabbinique)                                                         |
| Jeûne du 7e mois      | Jeûne du 7e mois      | Soma tahasrin               | —                                                           | variable selon les traditions                                                                          | Septembre - octobre         | variable selon les traditions                                                                            |
| Yom Kippour           | Yom hakippourim       | Baala As'tesserio           | Yom hakippour                                               | 10e jour du 7e mois                                                                                    | Mi-septembre - mi-octobre   | Jour de l’Expiation                                                                                      |
| Souccot               | Hag Hasouccot         | Baal matsalat               | Hag Souccout                                                | Du 15e au 21e jour du 7e mois                                                                          | Mi-septembre - mi-octobre   | Fête des cabanes et de la récolte                                                                        |
| Chemini Atseret       | Chemini Atseret       | (pas de nom particulier)    | Chemini Atseret                                             | 22e jour du 7e mois                                                                                    | Fin septembre - fin octobre | Fête de clôture de Souccot et du cycle agricole                                                          |
| —                     | —                     | Sigd                        | —                                                           | 29e jour du 8e mois                                                                                    | Fin octobre - novembre      | Renouvellement de l’alliance entre Dieu et Israël lors du retour à Sion                                  |
| —                     | —                     | Ehel Beikouriyat            | —                                                           | 12e jour du 9e mois                                                                                    | Mi-novembre - fin novembre  | Seconde fête de la moisson, typique du climat éthiopien                                                  |
| Hanoucca              | —                     | —                           | —                                                           | Du 25e jour du 9e mois au 2e ou 3e jour du 10e mois                                                    | Fin novembre - décembre     | Fête de la ré-inauguration du Temple au temps des Maccabées                                              |
| Jeûne du 10e mois     | Jeûne du dixième mois | Soma tavt                   |                                                             | 10e jour du 10e mois                                                                                   | Fin décembre - mi-janvier   | variable selon les traditions                                                                            |
| —                     | —                     | Arpa assarat                | —                                                           | 13e jour du 10e mois                                                                                   | Fin décembre - mi-janvier   | « Fête du dixième mois » dont l’origine s’est perdue                                                     |
| Tou Bichvat           | —                     | —                           | —                                                           | 15e jour du 11e mois                                                                                   | Mi-janvier - mi-février     | Nouvel an pour les dîmes, fête du renouveau de la nature pour les kabbalistes                            |
| Pourim                | Yemei Hapourim        | —                           | —                                                           | 14e et 15e jours du 12e mois                                                                           | Mi-février - mars           | Fête du sauvetage du peuple juif par la reine Esther au temps d’Assuérus, roi de Perse                   |

## Observances modernes desmoadim
La Haskala, mouvement d'émancipation des Juifs dans l’esprit des Lumières, bouleverse considérablement les données des fêtes et leur esprit. En effet, outre les enrichissements qu’elle pourrait apporter à la tradition, elle est pour la plupart de ses adeptes prétexte de rupture avec celle-ci, que ce soit par le biais de la réforme du judaïsme ou du sionisme, redéfinition laïque et nationaliste du fait juif.

### Les moadim aux États-Unis

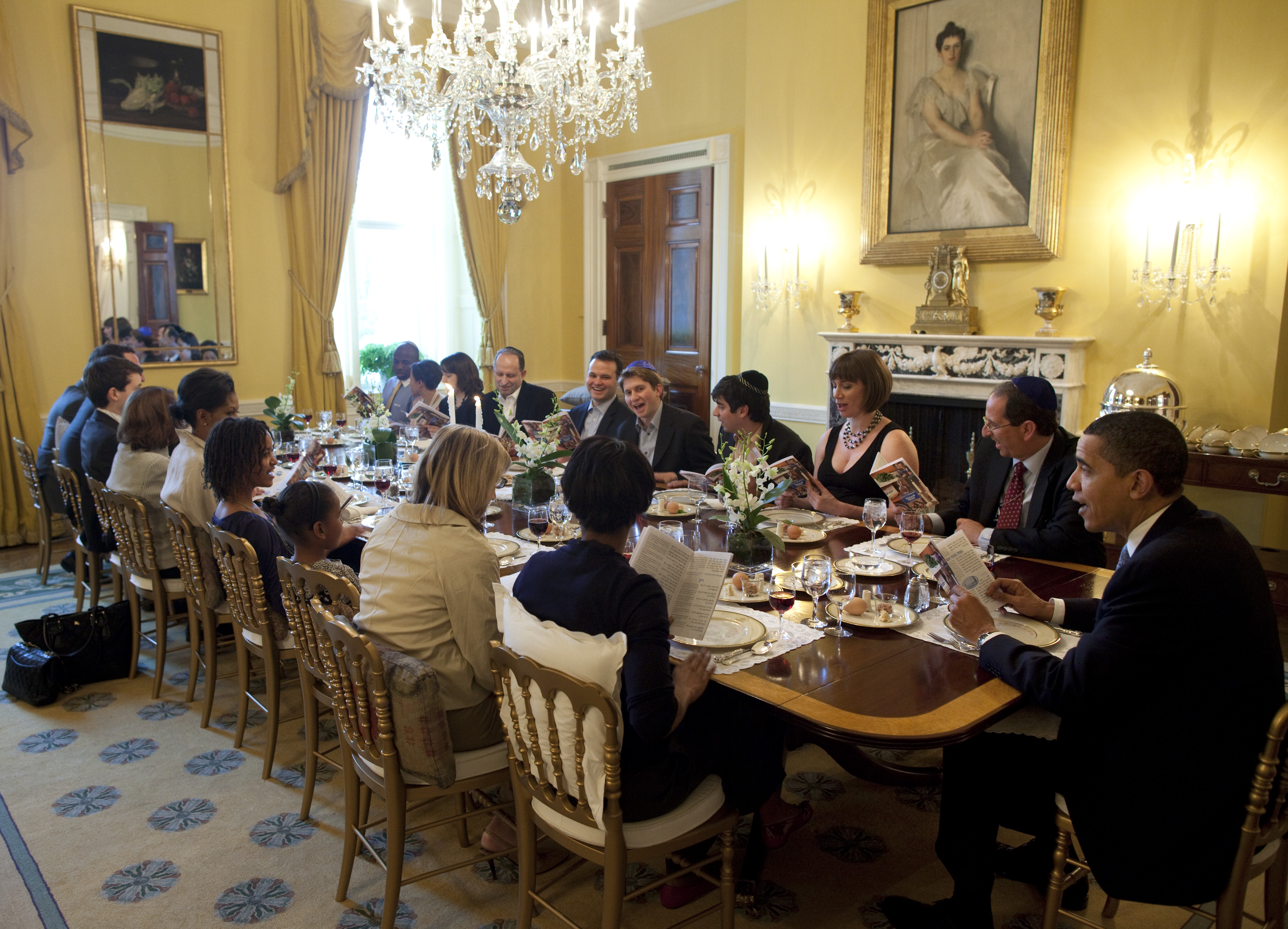
Barack Obama fête son premier séder à la Maison Blanche en 2009

Les partisans de la réforme sont pour la plupart établis en Allemagne puis aux États-Unis. Ils souhaitent dans un premier temps ne conserver du judaïsme que son noyau moral et en exclure les aspects incompatibles avec la modernité. Diverses vagues d’immigration les entraînent à reconsidérer leur position mais leur idéologie libérale imbibe fortement le judaïsme américain, dont seule une minorité entend conserver, plus ou moins fidèlement, les prescriptions.
Roch Hachana, Yom Kippour, Pessa'h et Hanoucca demeurent des fêtes populaires mais elles répondent pour certains autant voire davantage à un besoin d’affirmation culturelle qu’au souci de préserver la tradition. Pour beaucoup, Hanoucca est en effet devenue la réponse juive aux fêtes de fin d’année chrétienne, avec distribution de cadeaux et, pour certains, décoration d’un « buisson de Hanoucca » imitant le sapin de Noël. Des manifestations plus traditionnelles continuent cependant à être observées, y compris dans les hautes-sphères du pouvoir : un allumage du chandelier de Hanoucca se tient à la Maison Blanche depuis 2001 et plusieurs présidents (Jimmy Carter, Ronald Reagan, George Bush Sr.) se sont affichés lors de célébrations publiques. La Maison Blanche tient de même, depuis 2009, un séder annuel à Pessa'h,.

### Les moadim en Israël

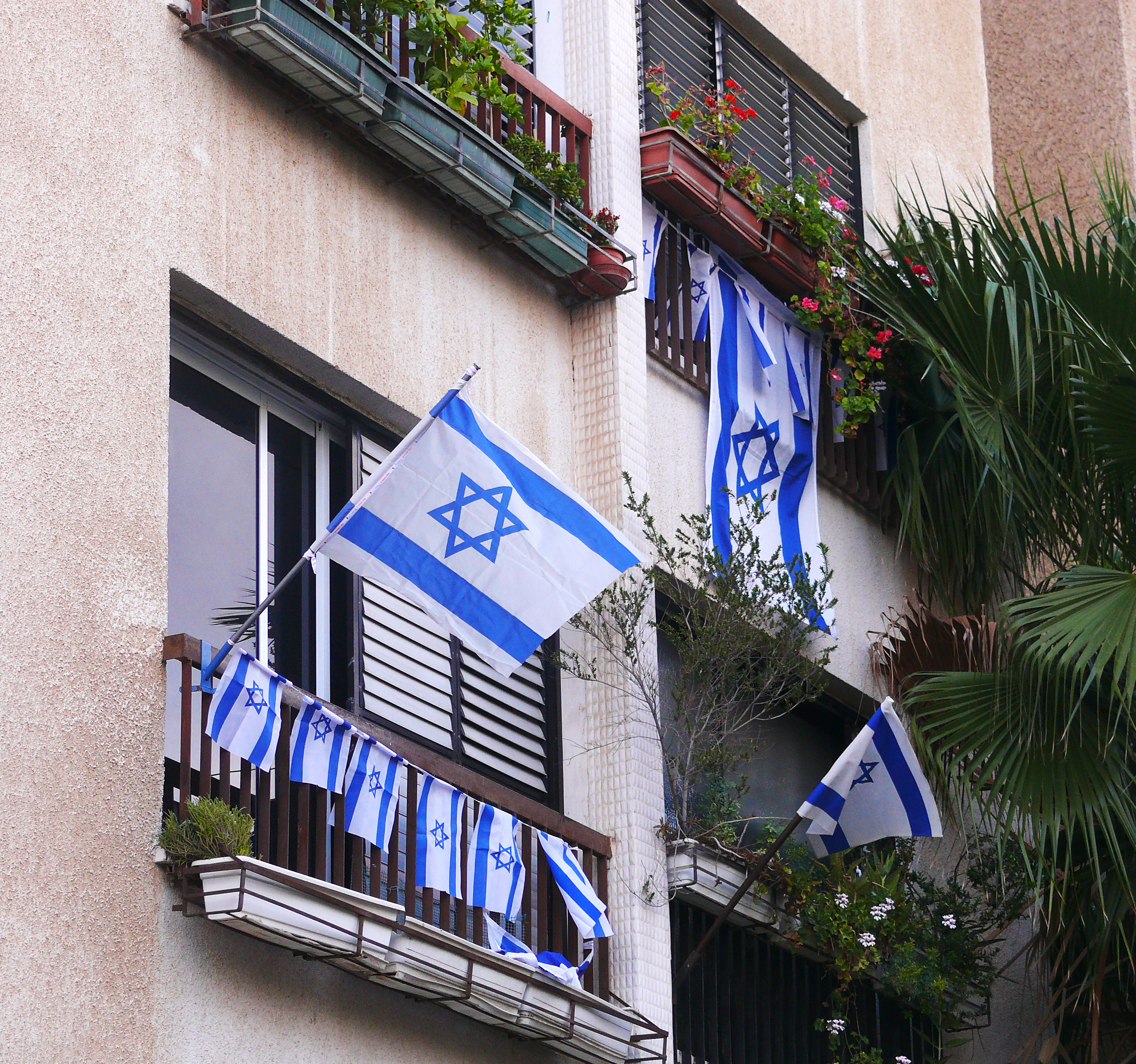
célébration de Yom Haatzma'out en Israël

Le sionisme des premiers temps, incarné dans les kibboutzim, installations agricoles collectives, et imprégné des idéaux de retour à la terre et de régénération des Juifs, entend revenir aux fêtes champêtres décrites dans les Livres des Juges et des Rois, avant l’établissement du Temple. Ne sont donc conservées que les fêtes agricoles, c’est-à-dire les trois fêtes de pèlerinage, Tou Bichvat et Tou Beav, célébrées à la gloire de l’Homme bien plus qu’à celle de Dieu. Les fêtes solennelles, reliquat indésirable du Juif diasporique attendant son salut de Dieu, sont remisées voire reniées, certains allant jusqu’à manger du porc à Yom Kippour. En revanche, Hanoucca et Lag Baʿomer deviennent les symboles de l’héroïsme juif, donnant lieu à des feux de joie et manifestations sportives,.
Après la création de l’état d’Israël, en 1948, les jours anniversaires de la déclaration de l’indépendance israélienne et de la réunification de Jérusalem sont proclamés jours de fête par le gouvernement, tandis que sont instaurés des jours mémoriaux pour les victimes de la Shoah, des guerres d’Israël et du terrorisme.
Cependant, le modèle sioniste de gauche s’effrite progressivement, tant dans les nouvelles générations issues du kibboutz, moins idéalistes que leurs parents, que dans celles de l’immigration, souvent attachées à leurs traditions. Aux côtés des publics farouchement laïcs et orthodoxes émerge le sionisme religieux, idéologie mitoyenne reprenant les idées sionistes compatibles avec le judaïsme traditionnel. Ce courant, représenté par le Grand-rabbinat d’Israël, inclut les grandes victoires militaires israéliennes dans son calendrier à titre de yemei hodaa (jours de reconnaissance) et les célèbre sur le modèle liturgique de Hanoucca. Cependant, il préfère commémorer les victimes de la Shoah le 10 tevet plutôt qu’à la date du soulèvement du ghetto de Varsovie choisie par le gouvernement car la révolte a eu lieu en nissan, que la tradition considère comme impropre au deuil.
L’ordonnance des Procédures d’Administration et de Droit, la première adoptée par la Knesset en 1948, a décrété que les temps fixés par la Torah (mais non les temps fixés par les rabbins) ainsi que les jours fixés par vote parlementaire comme dates de célébration ou commémoration nationales sont des jours de congé obligatoires et qu’il est interdit d’y faire travailler un Juif. Quant aux fêtes israéliennes, elles ne sont observées hors Israël que par les Juifs accordant créance au sionisme, laïc ou religieux, parmi lesquels les mouvements orthodoxe, conservateur, réformé et reconstructionniste américains mais non les hassidim de Loubavitch qui, à l’instar de la plupart des haredim, continuent à dire le Tahanoun (office de supplications) en ces jours. Certains opposants farouches au sionisme, dont les Netourei Karta, vont jusqu’à les déclarer jours de deuil. Les Karaïtes, vivant pour la plupart en Israël, ont intégré les fêtes nationales dans leur calendrier.
L’Etat d’Israël a également accordé le statut de fêtes nationales à certaines célébrations communautaires observées par une tranche significative de la population juive israélienne, parmi lesquelles la Mimouna des Juifs marocains, le Sigd des Beta Esraël et la Seharane des Juifs kurdes (bien que la célébration de celle-ci ait été déplacée dans le calendrier afin de ne pas concurrencer la Mimouna). Plus récemment, des jours ont été institués pour commémorer le souvenir de grandes figures de l’État d’Israël et du sionisme.

## Échos desmoadimdans le christianisme et l’islam
Des temps fixés de la Bible, le christianisme semble n’avoir retenu que le Shabbat, la Pâque (Pessa'h) et la Pentecôte (Chavouot).
La plupart des Églises n’observent plus le Shabbat au septième mais au premier jour de la semaine, invoquant pour ce changement des raisons politiques et théologiques,,,. Quelques Églises protestantes, dont la plus connue est celle des adventistes du septième jour, sont cependant revenues à une célébration du shabbat le samedi.
Deux des fêtes de pèlerinage, Pessa'h et Chavouot sont célébrées mais observées à une date différente du calendrier juif, ces fêtes sont réinterprétées dans une perspective chrétienne (l’offrande pascale est Jésus, les prémices de la récolte les premiers chrétiens, etc.), tandis que leur rite s’éloigne des pratiques originelles au fur et à mesure des conciles qui visent à émanciper le christianisme de ses origines juives.

Souccot est par contre progressivement tombée dans l’oubli. Une filiation est cependant couramment admise entre Hoshanna Rabba et le Dimanche des Rameaux.
Récemment, certains mouvements chrétiens ont entrepris de célébrer les célébrations bibliques (Pessa'h, Souccot, etc.) à la date du calendrier rabbinique afin de se rapprocher des racines juives du christianisme ou de mettre en emphase le message chrétien.
Le « jeûne » (Yom Kippour) et la période pénitentielle qui le précède semblent se retrouver en plusieurs endroits du calendrier chrétien oriental. La fête de la Dédicace (Hanoucca), bien que mentionnée dans le canon chrétien disparaît car, selon la doctrine chrétienne, le Temple spirituellement vide des Maccabées a été remplacé par l’Église.
L’islam a également conservé le Shabbat (observé le vendredi) ainsi que les jours redoutables (devenus dans la pratique musulmane le Ramadan) et, peut-être, le septième jour de Pessa'h sous la forme de l’Achoura.